# Alexandru Crețu
Alexandru Crețu (Pașcani, 24 de abril de 1992) es un futbolista rumano que juega en la demarcación de centrocampista para el Universitatea Craiova de la Liga I.

## Selección nacional
Tras jugar con la selección de fútbol sub-21 de Rumania, finalmente debutó el selección absoluta el 4 de septiembre de 2020 contra Irlanda del Norte, encuentro que finalizó con un resultado de empate a uno tras el gol de George Puşcaş para Rumania, y de Gavin Whyte para Irlanda del Norte.

## Clubes
| Club                  | País           | Año       | Partidos | Goles |
| --------------------- | -------------- | --------- | -------- | ----- |
| CSM Politehnica Iași  | Rumania        | 2010-2011 | 16       | 1     |
| CS Hunedoara (cedido) | Rumania        | 2011      |          |       |
| CSM Politehnica Iași  | Rumania        | 2011-2016 | 147      | 7     |
| NK Olimpija Ljubljana | Eslovenia      | 2017-2018 | 25       | 2     |
| NK Maribor            | Eslovenia      | 2018-2021 | 94       | 5     |
| FCSB                  | Rumania        | 2021      | 7        | 0     |
| Universitatea Craiova | Rumania        | 2021-2024 | 123      | 16    |
| Al-Wehda Club         | Arabia Saudita | 2024-2025 | 34       | 1     |
| Universitatea Craiova | Rumania        | 2025-     |          |       |

## Palmarés

### Títulos nacionales
| Título                    | Club                  | País      | Año  |
| ------------------------- | --------------------- | --------- | ---- |
| Liga II                   | CSM Politehnica Iași  | Rumania   | 2014 |
| Primera Liga de Eslovenia | NK Olimpija Ljubljana | Eslovenia | 2018 |
| Primera Liga de Eslovenia | NK Maribor            | Eslovenia | 2019 |